# Philippe de Cabassolle
Philippe de Cabassolle, né en 1305 et mort le 27 août 1372, fut régent et chancelier du royaume de Naples, recteur du Comtat Venaissin, légat pontifical, évêque de Cavaillon puis évêque de Marseille, patriarche de Jérusalem, cardinal avec le titre de cardinal-prêtre de Saints Pierre et Marcellin, puis cardinal-évêque de Sabine (1368-1372).

## Biographie
Issu d’une famille de hauts fonctionnaires provençaux – son père Isnard de Cabassolle avait été viguier d’Arles et son oncle Jean professeur de droit civil – Philippe naquit à Avignon en 1305. Entré tout jeune chez les franciscains, il fut ordonné prêtre en 1317, à l’âge de douze ans. Il devint chanoine du chapitre de la cathédrale de Cavaillon, le 22 mars 1328, puis passa à la cathédrale d'Apt où il fut fait archidiacre le 26 août 1330 et prévôt le 18 septembre 1331.

### Régent et chancelier du royaume de Naples
Remarqué à Apt par la famille de Sabran, il fut recommandé à Robert d’Anjou, roi de Sicile et comte de Provence. Dès 1333, à Naples, il fut chargé de diriger la chancellerie de la reine Sanche.
Un an plus tard, le 17 août 1334, il était nommé évêque de Cavaillon et le roi Robert le désignait comme tuteur de sa petite-fille Jeanne de Naples. Le 19 janvier 1343, sur son lit de mort, le souverain lui donnait la charge de régent de son royaume.

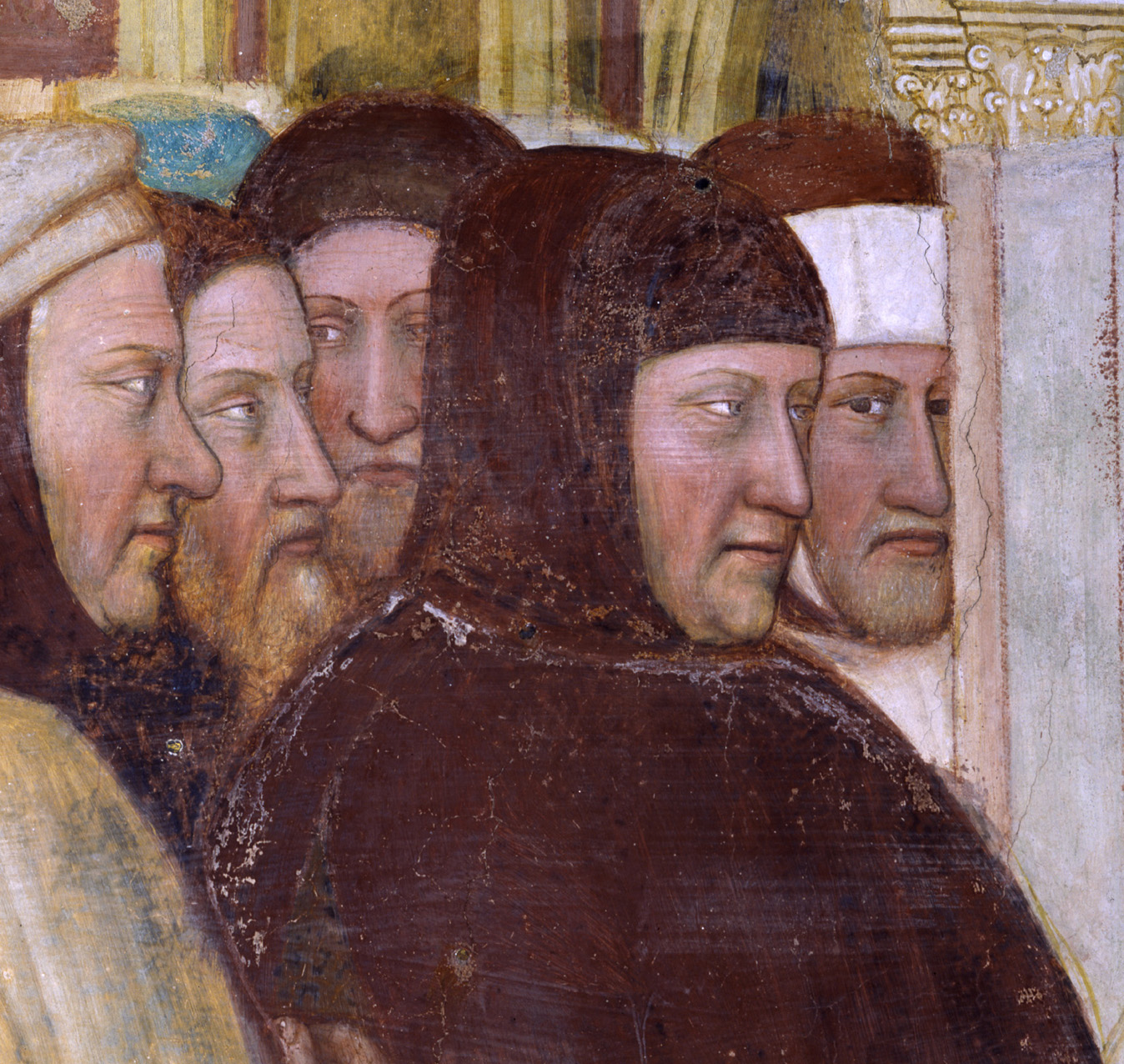
Portrait de Pétrarque peint en 1376

Inquiet de la tournure des évènements napolitains, Clément VI chargea Pétrarque d’une ambassade au cours du mois de septembre 1343. Arrivé sur place, le poète constata que le Royaume était comme un navire que ses pilotes conduisaient au naufrage, un édifice ruiné soutenu par le seul évêque de Cavaillon.

### Le meilleur ami de Pétrarque

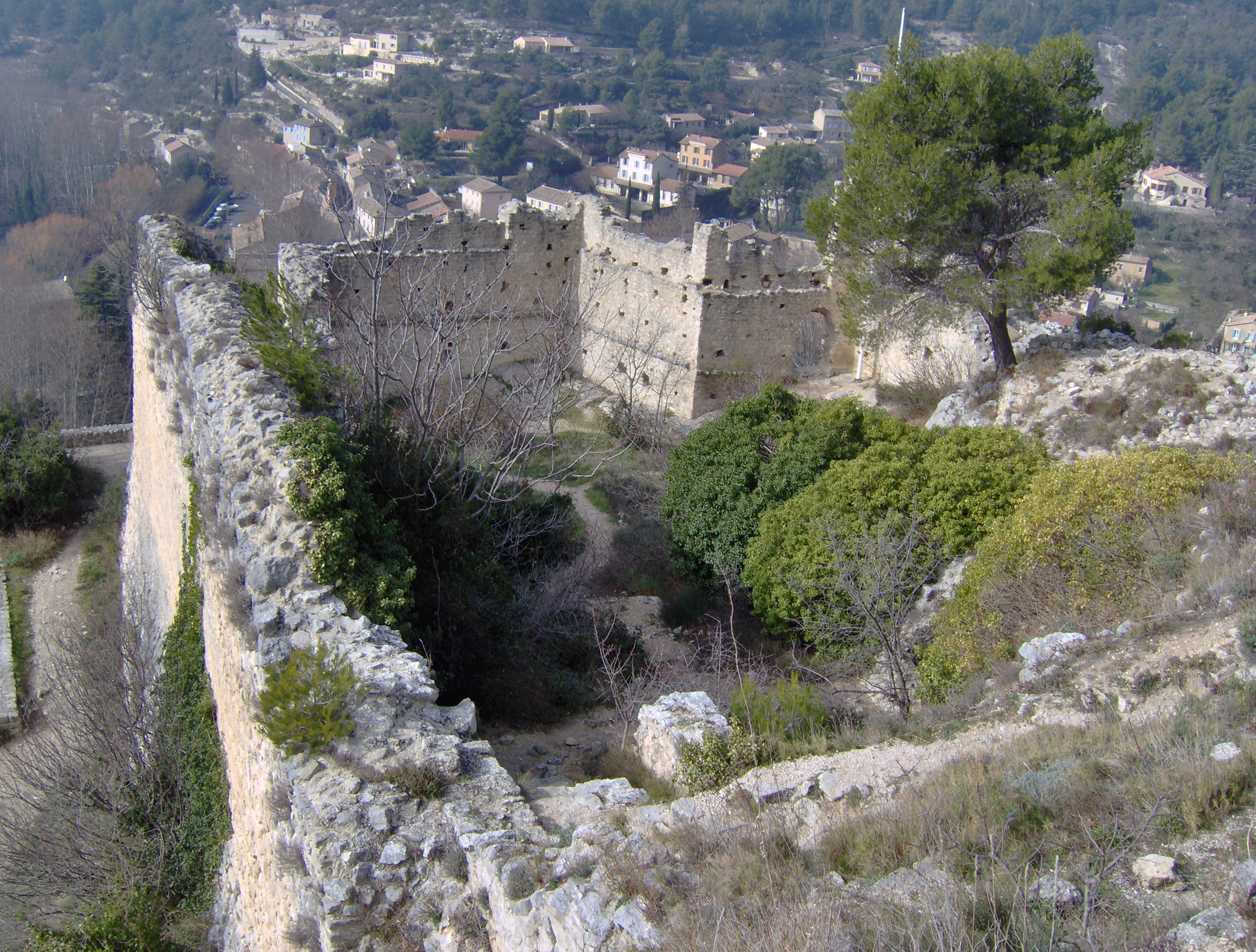
Les imposantes ruines du château de Philippe de Cabassolle dominant la fontaine de Vaucluse

Pétrarque avait connu l’évêque de Cavaillon, en 1337, lors de sa première installation à la fontaine de Vaucluse où le prélat possédait une résidence. Le poète, qui lui dédia son De Vita Solitaria, considérait que ce diocèse était un bien petit évêché pour un si grand homme.
Le poète était souvent l'invité de l'évêque qui lui offrait à boire du Falerne de Bourgogne.
Devenu cardinal de Sabine, Cabassolle resta toujours l’intime du poète vauclusien. Celui-ci s’en félicita quand, en 1374, il nota : Monseigneur de Sabine est le seul qui, depuis trente-quatre ans, soit resté à mon égard dans les mêmes sentiments et n’ait jamais varié sinon de mieux en mieux.

### Le recteur du Comtat Venaissin
Déjà, en 1338, l’évêque de Cavaillon avait rédigé les statuts du Comtat Venaissin. Le 17 novembre 1362, Urbain V désigna cet homme d’expérience comme recteur du Comtat.
Au cours de son rectorat, il eut l’immense tâche de faire barrage aux mercenaires qui menaçaient les États pontificaux. Agissant en fin politique, le 30 novembre 1363, le recteur signa une alliance défensive avec Foulques d’Agoult, Sénéchal de Provence, Raoul de Louppy, gouverneur du Dauphiné, et la Savoie.
Elle fut utile puisqu’en 1364, il dut faire face au retour des Tard-Venus, en 1365, aux menaces des Grandes Compagnies de Bertrand Du Guesclin, et, en 1367, aux armées de Louis d’Anjou, conduites par le même du Guesclin, qui envahirent la Provence et menacèrent le Comtat. Il s’en tira chaque fois avec réussite et efficacité.
Aussi, lors de son retour à Rome (1367-1370), Urbain V le nomma Vicaire au temporel pour le Gouvernement des États d’Avignon, du Comtat Venaissin et des terres adjacentes. Philippe de Cabassolle fut très certainement l’un des plus grands, sinon le plus grand, des recteurs comtadins.

### Le patriarche de Jérusalem

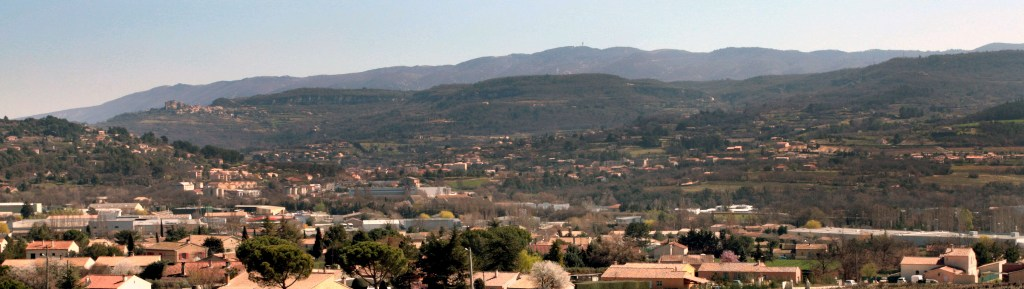
La cité d'Apt, siège du concile de 1365

Urbain V ne pouvait qu’honorer un administrateur aussi efficient. Le 18 août 1361, il le nomma patriarche de Jérusalem. Ce fut à ce titre que, le 4 mai 1365, il présida le concile d’Apt conjointement avec les archevêques d’Arles, d’Embrun et d’Aix.
Si le patriarche considérait Apt comme sa seconde cité
, il resta administrateur du diocèse de Cavaillon jusqu’au 23 septembre 1366 date à laquelle il devint évêque de Marseille, charge qu’il occupa jusqu’au 9 décembre 1368.

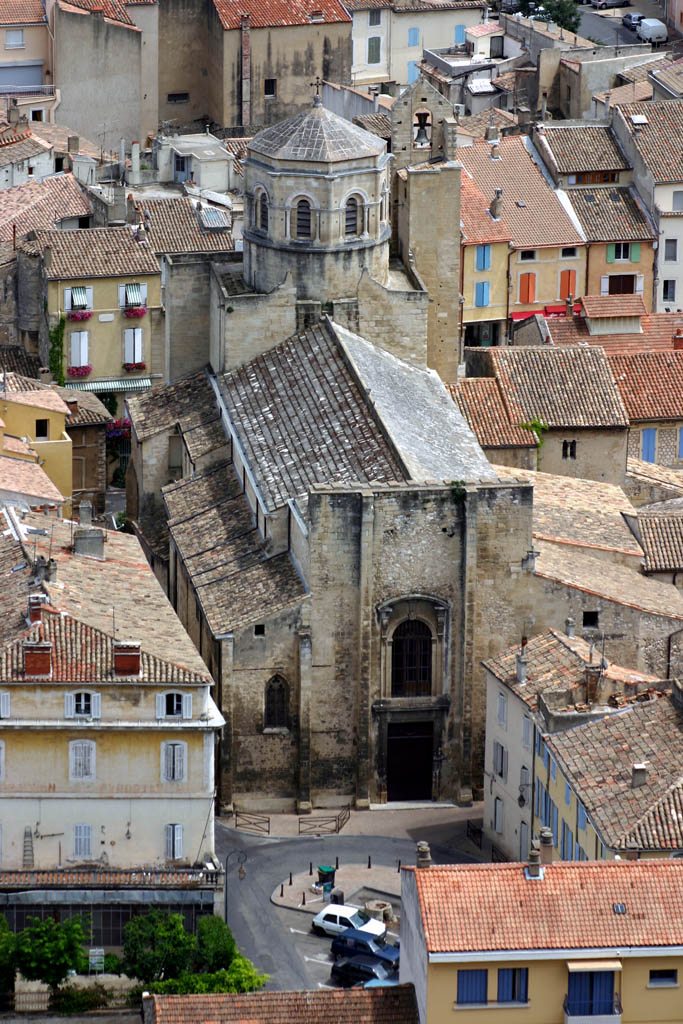
La cathédrale de Cavaillon où est inhumé le cardinal Philippe de Cabassolle

### Cardinal et légat pontifical
La pourpre cardinalice lui fut remise lors du consistoire du 22 septembre 1368. Cardinal-prêtre au titre des Saints Marcellin et Pierre, il fut dénommé le cardinal de Jérusalem. Il entra à la Curie le 4 juin 1369 et reçut le titre de cardinal-évêque de Sabine le 31 mai 1370.
Il participa à la fin décembre 1370 au conclave qui élit Grégoire XI. Le souverain pontife le nomma tout de suite responsable d’une légation en Ombrie, Toscane et Campanie avec le titre de vicaire général de Bologne. Il avait à ses côtés pour le conseiller Guillaume de Gascogne, évêque de Sienne, et comme capitaine général des armées pontificales Amanieu de Pomiers, chevalier du diocèse de Bazas, dit le Vieux Gascon.
Mais l’âge empêchant le cardinal de Sabine d’agir à sa guise, il fut suppléé le 19 mai 1371 par le cardinal Pierre d’Estaing. Il décéda le 27 août 1372 à Pérouse. À sa demande, il fut d’abord inhumé dans la chartreuse de Bonpas, près de Caumont-sur-Durance. De nos jours, son tombeau se trouve dans l'église paroissiale de Caumont-sur-Durance (Vaucluse).

## Œuvre
Philippe de Cabassolle écrivit en 1355 un Libellus hystorialis Marie beatissime Magedelene ou Vie de sainte Marie-Madeleine. Cette œuvre est particulièrement intéressante car elle contient des renseignements inédits sur l'auteur et les souverains qu'il a servis. Il représente surtout un précieux document sur les origines et les premiers temps du sanctuaire provençal de sainte Marie-Madeleine à Saint-Maximin (Var) où fut construit un couvent et une basilique dédiés à la sainte. L'auteur y révèle également son profond attachement à la dynastie angevine de Naples.

## Armoiries
Ses armoiries sont : d'or à quatre losanges de gueules, appointés et posés en bande, accostés de deux cottices d'azur.